# Catalão

Catalão  este un oraș în Goiás (GO), Brazilia.

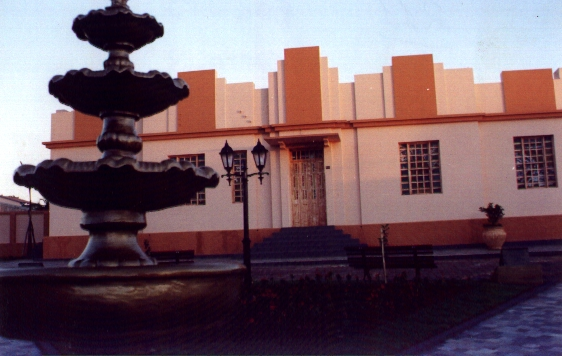
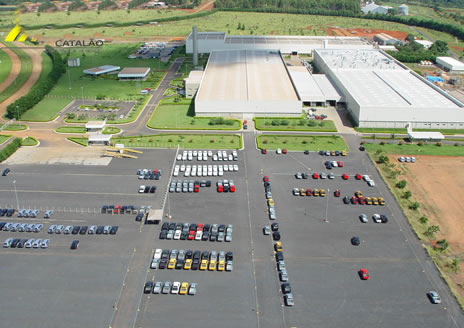

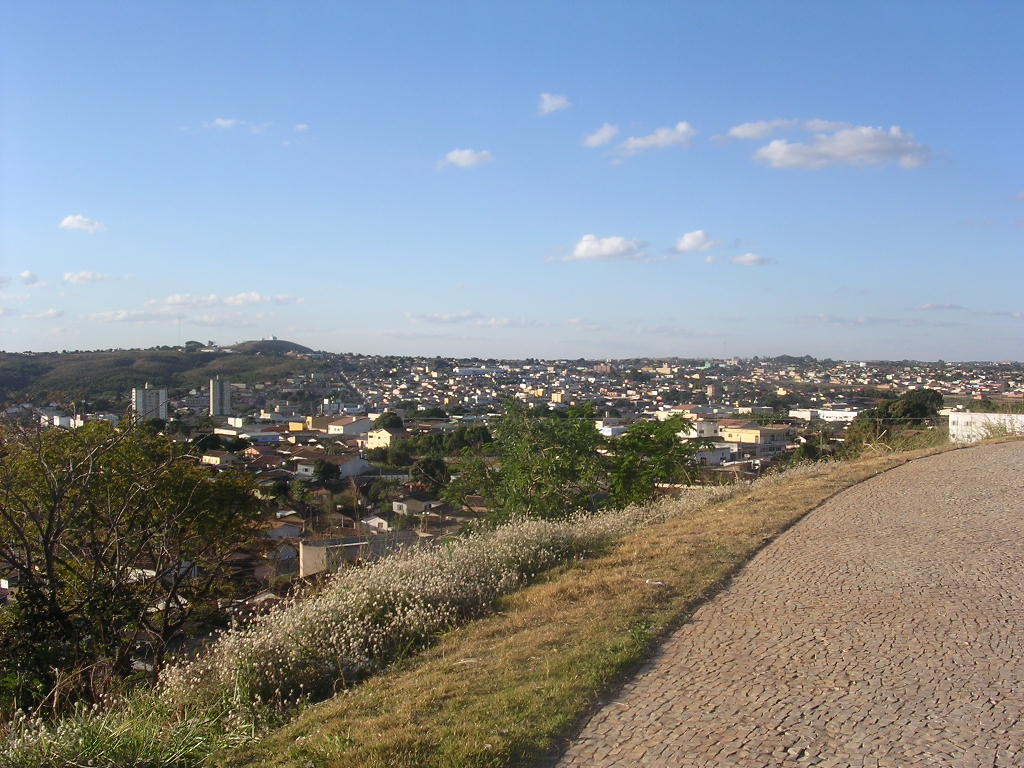
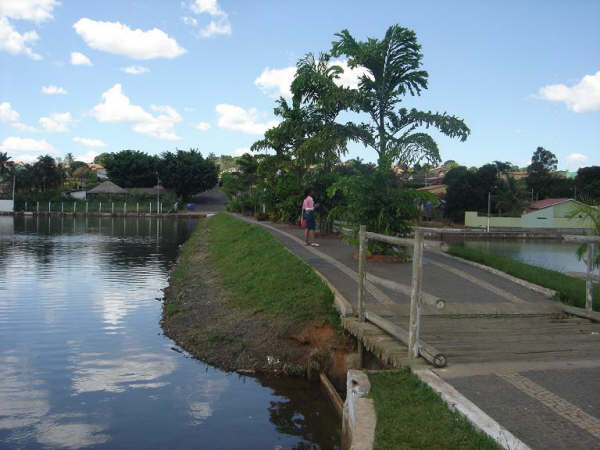

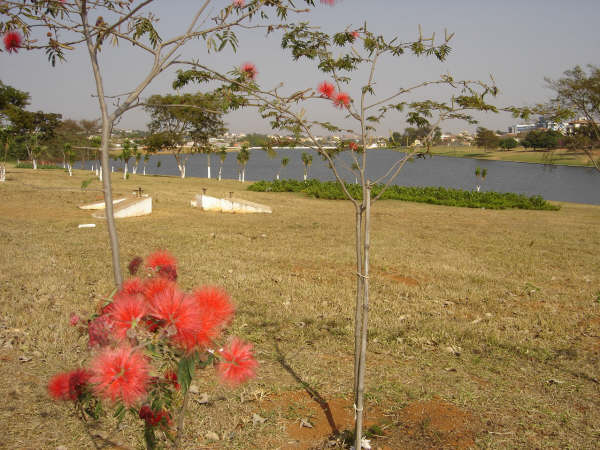
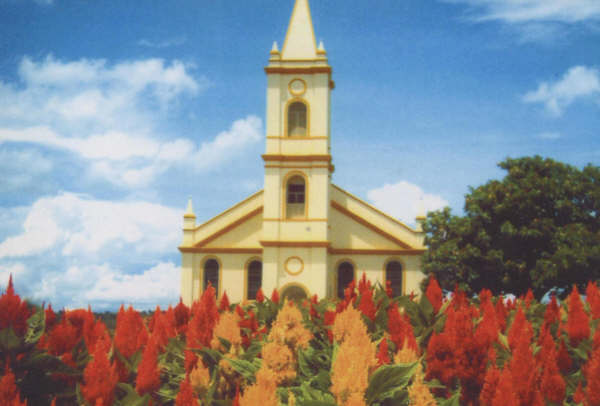

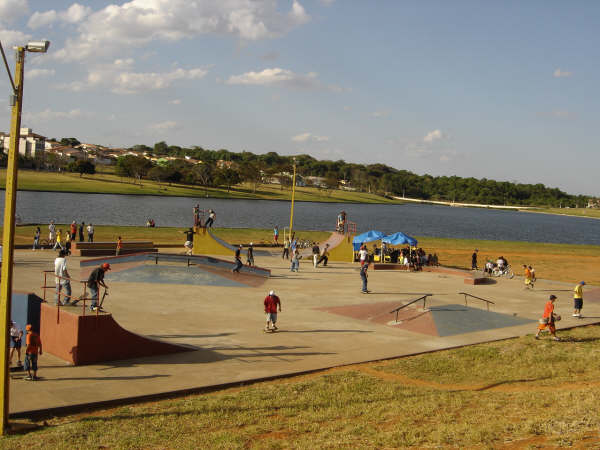
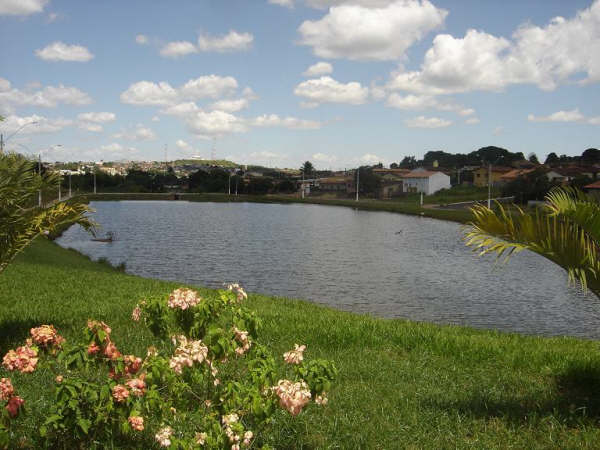